# 아직도 난 (Still You)
《아직도 난 (Still You)》는 그룹 슈퍼주니어의 유닛 슈퍼주니어-D&E의 디지털 싱글이다.

## 앨범 정보
연말 서프라이즈 선물! 슈퍼주니어 동해&은혁 신곡‘아직도 난 (Still You)’발표
슈퍼주니어 동해&은혁이 신곡 ‘아직도 난(Still You)’을 발표했다.
동해&은혁의 ‘아직도 난(Still You)’은 멤버 동해가 직접 작사, 작곡에 참여한 곡으로, 감미로운 기타 소리에 Urban의 느낌이 더해진 감성적인 음악.
그 동안 ‘슈퍼쇼’ 콘서트 무대를 통해 ‘떴다 오빠’, 'Oh NO!', ‘I WANNA DANCE’ 등 밝고 유쾌한 매력을 선보여 많은 사랑을 받은 동해&은혁의 색다른 매력을 만나볼 수 있어, 팬들에게는 더욱 특별한 선물이 될 것으로 기대된다.
이번 신곡은 올 한해 전 세계를 무대로 성공적인 월드 투어를 펼친 슈퍼주니어가 데뷔 8주년을 기념해 변함없는 사랑과 성원을 보내준 팬들에 대한 고마운 마음을 표현하고자 선보이는 연말 서프라이즈 선물로, 동해와 은혁의 반전 매력을 엿볼 수 있다.

## 수록곡
| #  | 제목                      | 작사                 | 작곡                 | 편곡           | 재생 시간 |
| -- | ------------------------- | -------------------- | -------------------- | -------------- | --------- |
| 1. | 〈아직도 난 (Still You)〉 | 동해, Team One Sound | 동해, Team One Sound | Team One Sound | 3:37      |